# Eugen Dühring
Eugen Karl Dühring (12 januari 1833 – 21 september 1921) was een Duitse filosoof en econoom. Tegenwoordig is hij vooral bekend vanwege het werk "Anti-Dühring" van Friedrich Engels.

## Leven
Dühring werd geboren in Berlijn. Hij werd opgeleid als jurist en werkte als advocaat, maar kreeg steeds meer last van zijn ogen; ten slotte werd hij blind. Daarop ging hij zich richten op de filosofie en economie en werd docent aan de universiteit van Berlijn. Hij kwam echter snel in conflict met het bestuur en moest deze functie uiteindelijk opgeven. Zijn belangrijkste werken zijn (de titels steeds in de oorspronkelijke spelling): Der Werth des Lebens (1865), Kritische Geschichte der Philosophie (1869), Cursus der National- und Sozialökonomie (1873) en Die Judenfrage (volledige titel: Die Judenfrage als Racen-, Sitten- und Culturfrage) (1881, vijfde editie 1900).

## Gedachten op het gebied van de filosofie en economie
Dühring's opvattingen komen in bepaalde opzichten overeen met het positivisme; hij verzet zich daarbij tegen de filosofie van Kant, zowel op het gebied van de epistemologie als de ethiek. Op het gebied van de economie bepleit hij een soort communisme; hij wijkt echter af van Marx en Engels, omdat hij een samenwerking tussen werkgevers en werknemers bepleit, terwijl zij (in het eerste stadium) de nadruk leggen op revolutie.

## Antisemitisme
Daarnaast heeft Dühring bekendheid verworven door te proberen het antisemitisme een wetenschappelijke basis te geven. Het gaat niet, zoals in antisemitische opvattingen van voorgangers vaak het geval was, om een religieus standpunt (Dühring verzet zich ook tegen het Christendom); veeleer begeeft hij zich in het verlengde van Wilhelm Marr. Het volk moet zich volgens Dühring tegen de joden weren, waarbij een internationale oplossing wordt bepleit. Een aparte staat is volgens hem onmogelijk, omdat de joden van nature nomaden zijn. Daarom moet binnen de bestaande staten naar oplossingen worden gezocht; uiteindelijk moeten de joden echter verdreven worden.
- Bibsys: 90726527
- Biblioteca Nacional de España: XX911650
- Bibliothèque nationale de France: cb12340062b (data)
- Catàleg d'autoritats de noms i títols de Catalunya: 981058529169806706
- CiNii: DA03981972
- Gemeinsame Normdatei: 118527797
- International Standard Name Identifier: 0000 0001 1034 5457
- Library of Congress Control Number: n80104393
- Nationale Bibliotheek van Letland: 000287045
- Mathematics Genealogy Project: 53318
- Bibliotheek van het Japanse parlement: 00767944
- Nationale Bibliotheek van Tsjechië: skuk0002302
- Nationale Bibliotheek van Israël: 987007260749205171
- Nationale Bibliotheek van Polen: a0000001223142
- Nationale en Universitaire bibliotheek Zagreb: 000110855
- Nederlandse Thesaurus van Auteursnamen: 069375801
- Réseau des bibliothèques de Suisse occidentale: 02-A003203026
- Istituto Centrale per il Catalogo Unico: MILV087758
- LIBRIS: 184149
- Système universitaire de documentation: 027422941
- Virtual International Authority File: 83259
- WorldCat: E39PBJdWT6DjcWfFqQF8xBj6Kd